# Manuel Scavone
Manuel Scavone (Bolzano, 3 giugno 1987) è un calciatore italiano, centrocampista del Bozner.

## Biografia
Nato a Bolzano, ha origini lucane: il padre Vito, trasferitosi in Alto Adige per ragioni di lavoro, è originario di Ruoti (provincia di Potenza) e residente a Bella.

## Caratteristiche tecniche
Centrocampista centrale molto tecnico, ambidestro, è stato talvolta impiegato anche come ala sinistra, come trequartista o come ala destra.

## Carriera
La carriera da professionista di Scavone comincia il 19 settembre 2004, quando veste la maglia del Südtirol in Serie C2 per la prima volta a 17 anni, contro il Montichiari. Tre mesi più tardi segna, ancora minorenne, il suo primo gol tra i professionisti contro il Palazzolo. Nella stagione 2009-2010 contribuisce alla promozione in Lega Pro Prima Divisione del Südtirol-Alto Adige con 11 gol. In sei stagioni e 127 presenze realizza 20 reti con la squadra altoatesina.
Viene acquistato dal Novara per la stagione 2010-2011 di Serie B. In Piemonte colleziona 25 presenze, molte delle quali subentrando dalla panchina, e mette a segno una rete. È partecipe della promozione in Serie A della squadra.
Nel luglio 2011 viene ceduto al Bari, retrocesso in Serie B dopo l'ultimo posto in Serie A nella stagione 2010-2011. Mette a segno la sua prima rete con i galletti il 31 marzo 2012 al 20º minuto della partita Pescara-Bari valida per la 33ª giornata di Serie B, realizzando il provvisorio 1-1 della gara che il Bari vincerà per 2-1.
Nell'estate 2012 si trasferisce alla Pro Vercelli, nelle cui file disputa da titolare tre campionati di Serie B e uno di Lega Pro (2013-2014), mettendo a segno anche vari gol.
Nell'estate del 2016 torna in Lega Pro per giocare nell'ambizioso Parma di Nevio Scala. È tra i protagonisti della promozione in Serie B dell'annata 2016-2017, ottenuta tramite i play-off. Gioca con regolarità anche nel 2017-2018, annata in cui il Parma si piazza secondo in serie cadetta, ottenendo la promozione in Serie A.
Nell'agosto 2018 passa in prestito annuale al Lecce, neo-promosso in Serie B.
Il 1º febbraio 2019, a seguito di uno scontro di gioco, perde i sensi e cade 5 secondi dopo il calcio d'inizio dell'anticipo serale contro l'Ascoli, incidente che causa la sospensione e il rinvio della partita. Condotto all'ospedale di Lecce per accertamenti tramite ambulanza, è giudicato fuori pericolo dai medici. Rientra in campo da subentrante l'11 maggio 2019, nella partita interna vinta contro lo Spezia che sancisce la promozione in Serie A dei salentini.
Rientrato al Parma, il 14 luglio 2019 è ceduto al Bari a titolo definitivo.
Il 29 settembre 2020 passa in prestito al Pordenone. L'estate seguente fa ritorno al Bari dove con 26 presenze e 4 gol contribuisce al ritorno dei galletti in Serie B. Nella stagione successiva in cadetteria rimane fuori rosa.
Il 31 gennaio 2023 passa a titolo definitivo al Brescia, in Serie B.

## Statistiche

### Presenze e reti nei club
Statistiche aggiornate al 1º luglio 2023.
| Stagione            | Squadra             | Campionato          | Campionato | Campionato | Coppe nazionali | Coppe nazionali | Coppe nazionali | Coppe continentali | Coppe continentali | Coppe continentali | Altre coppe | Altre coppe | Altre coppe | Totale | Totale |
| Stagione            | Squadra             | Comp                | Pres       | Reti       | Comp            | Pres            | Reti            | Comp               | Pres               | Reti               | Comp        | Pres        | Reti        | Pres   | Reti   |
| ------------------- | ------------------- | ------------------- | ---------- | ---------- | --------------- | --------------- | --------------- | ------------------ | ------------------ | ------------------ | ----------- | ----------- | ----------- | ------ | ------ |
| 2004-2005           | Südtirol            | C2                  | 13         | 1          | CI-C            | 0               | 0               | -                  | -                  | -                  | -           | -           | -           | 13     | 1      |
| 2005-2006           | Südtirol            | C2                  | 18         | 0          | CI-C            | 0               | 0               | -                  | -                  | -                  | -           | -           | -           | 18     | 0      |
| 2006-2007           | Südtirol            | C2                  | 4          | 0          | CI-C            | 0               | 0               | -                  | -                  | -                  | -           | -           | -           | 4      | 0      |
| 2007-2008           | Südtirol            | C2                  | 27         | 2          | CI-C            | 0               | 0               | -                  | -                  | -                  | -           | -           | -           | 27     | 2      |
| 2008-2009           | Südtirol            | 2D                  | 30+2       | 5+1        | CI-LP           | 0               | 0               | -                  | -                  | -                  | -           | -           | -           | 32     | 6      |
| 2009-2010           | Südtirol            | 2D                  | 33         | 11         | CI-LP           | 0               | 0               | -                  | -                  | -                  | -           | -           | -           | 33     | 11     |
| Totale Südtirol     | Totale Südtirol     | Totale Südtirol     | 125+2      | 19+1       |                 | 0               | 0               |                    | -                  | -                  |             | -           | -           | 127    | 20     |
| 2010-2011           | Novara              | B                   | 25+1       | 1          | CI              | 1               | 0               | -                  | -                  | -                  | -           | -           | -           | 27     | 1      |
| 2011-2012           | Bari                | B                   | 19         | 1          | CI              | 2               | 0               | -                  | -                  | -                  | -           | -           | -           | 21     | 1      |
| 2012-2013           | Pro Vercelli        | B                   | 28         | 2          | CI              | 1               | 0               | -                  | -                  | -                  | -           | -           | -           | 29     | 2      |
| 2013-2014           | Pro Vercelli        | 1D                  | 27+3       | 3          | CI+CI-LP        | 1+0             | 0               | -                  | -                  | -                  | -           | -           | -           | 31     | 3      |
| 2014-2015           | Pro Vercelli        | B                   | 35         | 2          | CI              | 1               | 0               | -                  | -                  | -                  | -           | -           | -           | 36     | 2      |
| 2015-2016           | Pro Vercelli        | B                   | 37         | 5          | CI              | 1               | 0               | -                  | -                  | -                  | -           | -           | -           | 38     | 5      |
| Totale Pro Vercelli | Totale Pro Vercelli | Totale Pro Vercelli | 127+3      | 12         |                 | 4               | 0               |                    | -                  | -                  |             | -           | -           | 134    | 12     |
| 2016-2017           | Parma               | LP                  | 32+6       | 4+1        | CI-LP           | 2               | 0               | -                  | -                  | -                  | -           | -           | -           | 40     | 5      |
| 2017-2018           | Parma               | B                   | 29         | 3          | CI              | 1               | 0               | -                  | -                  | -                  | -           | -           | -           | 30     | 3      |
| Totale Parma        | Totale Parma        | Totale Parma        | 61+6       | 7+1        |                 | 3               | 0               |                    | -                  | -                  |             | -           | -           | 70     | 8      |
| 2018-2019           | Lecce               | B                   | 19         | 2          | CI              | 0               | 0               | -                  | -                  | -                  | -           | -           | -           | 19     | 2      |
| 2019-2020           | Bari                | C                   | 21+3       | 1          | CI-C            | 2               | 0               | -                  | -                  | -                  | -           | -           | -           | 26     | 1      |
| set. 2020           | Bari                | C                   | 0          | 0          | CI              | 1               | 0               | -                  | -                  | -                  | -           | -           | -           | 1      | 0      |
| ott. 2020-2021      | Pordenone           | B                   | 24         | 1          | CI              | 1               | 0               | -                  | -                  | -                  | -           | -           | -           | 25     | 1      |
| 2021-2022           | Bari                | C                   | 26         | 4          | CI-C            | 1               | 0               | -                  | -                  | -                  | SC-C        | 0           | 0           | 27     | 4      |
| 2022-gen. 2023      | Bari                | B                   | 0          | 0          | CI              | 0               | 0               | -                  | -                  | -                  | -           | -           | -           | 0      | 0      |
| Totale Bari         | Totale Bari         | Totale Bari         | 69         | 6          |                 | 6               | 0               |                    | -                  | -                  |             | -           | -           | 75     | 6      |
| gen.-giu. 2023      | Brescia             | B                   | 3          | 0          | CI              | -               | -               | -                  | -                  | -                  | -           | -           | -           | 3      | 0      |
| Totale carriera     | Totale carriera     | Totale carriera     | 466        | 50         |                 | 15              | 0               |                    | -                  | -                  |             | -           | -           | 481    | 50     |

## Palmarès

### Club

#### Competizioni nazionali
- Lega Pro Seconda Divisione: 1

Südtirol: 2009-2010 (girone A)
- Serie C: 1

Bari: 2021-2022 (girone C)